# Naples au baiser de feu (film, 1925)
Pour les articles homonymes, voir Naples au baiser de feu.
Pour plus de détails, voir Fiche technique et Distribution.
Naples au baiser de feu est un film français réalisé par Serge Nadejdine sorti en 1925.
Il s'agit d'une adaptation du roman homonyme  d'Auguste Bailly, paru l'année précédente.

## Synopsis
Costanzella est une belle, une très belle intrigante. Deux amoureux transis sont tombés dans ses filets, le chanteur populaire Antonio Arcella d'un côté, et de l'autre le simple mendiant Pinatucchio. Elle dresse si bien les deux hommes l'un contre l'autre que la jalousie de Pinatucchio finit par devenir incontrôlable...

## Fiche technique
- Réalisation : Serge Nadejdine, et, non crédité, Jacques Robert (qui commença le film)
- Scénario :  d'après le roman homonyme d'Auguste Bailly, Editions Librairie Arthème Fayard (Collection Le Livre de Demain), Paris 1924, 126 pages.
- Décors :
- Directeur de la photographie : Maurice Forster
- Cadreur : Gaston Chelle
- Montage :
- Production : Films A. Legrand
- Producteur :
- Distribution : Phocéa
- Pays d'origine :  France
- Format : Muet - Noir et blanc - 1.33 : 1 - 35 mm (positif & négatif)
- Genre :  Comédie dramatique et romance
- Durée : 73 minutes
- Longueur : 1880 mètres
- Dates de sortie : 13 novembre 1925

## Distribution
- Gaston Modot : Pinatucchio
- Gina Manès : Costanzella
- Lilian Constantini : Silvia d'Andia
- Georges Charlia : Antonio Arcella
- Vera Kanchielova : la marquise d'Andia
- Halina Labedzka

## Autour du film
- le film a fait l'objet de deux remakes :
  - Naples au baiser de feu, d'Augusto Genina, avec Tino Rossi, Viviane Romance et Michel Simon, sorti en 1937 ;
  - Flame and the Flesh de Richard Brooks, avec Lana Turner, Pier Angeli et Carlos Thompson, sorti en 1954.